# Міна (Арканзас)
Міна (англ. Mena) — місто (англ. city) в США, в окрузі Полк штату Арканзас. Населення — 5589 осіб (2020).

## Географія
Міна розташована за координатами 34°34′51″ пн. ш. 94°14′14″ зх. д. / 34.58083° пн. ш. 94.23722° зх. д. (34.580834, -94.237096).  За даними Бюро перепису населення США в 2010 році місто мало площу 17,50 км², з яких 17,38 км² — суходіл та 0,12 км² — водойми.

### Клімат
| Клімат : Міна         | Клімат : Міна | Клімат : Міна | Клімат : Міна | Клімат : Міна | Клімат : Міна | Клімат : Міна | Клімат : Міна | Клімат : Міна | Клімат : Міна | Клімат : Міна | Клімат : Міна | Клімат : Міна | Клімат : Міна |
| Показник              | Січ.          | Лют.          | Бер.          | Квіт.         | Трав.         | Черв.         | Лип.          | Серп.         | Вер.          | Жовт.         | Лист.         | Груд.         | Рік           |
| Середній максимум, °C | 10,6          | 12,8          | 17,2          | 22,8          | 26,7          | 31,1          | 33,3          | 33,3          | 30,0          | 23,9          | 16,7          | 11,7          | 22,8          |
| Середній мінімум, °C  | 0,0           | 1,1           | 5,0           | 10,0          | 14,4          | 18,9          | 20,6          | 20,6          | 16,7          | 11,1          | 5,0           | 1,1           | 10,6          |
| Норма опадів, мм      | 107           | 94            | 119           | 145           | 163           | 122           | 104           | 104           | 102           | 94            | 94            | 99            | 1346          |
| --------------------- | ------------- | ------------- | ------------- | ------------- | ------------- | ------------- | ------------- | ------------- | ------------- | ------------- | ------------- | ------------- | ------------- |
| Джерело: Weatherbase  |               |               |               |               |               |               |               |               |               |               |               |               |               |

## Демографія
Згідно з переписом 2010 року, у місті мешкало 5737 осіб у 2505 домогосподарствах у складі 1517 родин. Густота населення становила 328 осіб/км².  Було 2875 помешкань (164/км²). 
Расовий склад населення:
| - 94,4 % — білих - 1,6 % — корінних американців - 0,8 % — азіатів - 0,2 % — чорних або афроамериканців - 0,1 % — вихідців з тихоокеанських островів |

До двох чи більше рас належало 2,3 %. Іспаномовні складали 3,4 % від усіх жителів.
За віковим діапазоном населення розподілялося таким чином: 23,1 % — особи молодші 18 років, 52,4 % — особи у віці 18—64 років, 24,5 % — особи у віці 65 років та старші. Медіана віку мешканця становила 43,4 року. На 100 осіб жіночої статі у місті припадало 89,1 чоловіків;  на 100 жінок у віці від 18 років та старших — 80,9 чоловіків також старших 18 років.
Середній дохід на одне домашнє господарство  становив 45 114 долари США (медіана — 28 509), а середній дохід на одну сім'ю — 46 425 доларів (медіана — 36 314). Медіана доходів становила 31 383 долари для чоловіків та 25 563 долари для жінок. За межею бідності перебувало 18,5 % осіб, у тому числі 23,5 % дітей у віці до 18 років та 11,6 % осіб у віці 65 років та старших.
Цивільне працевлаштоване населення становило 2215 осіб. Основні галузі зайнятості: освіта, охорона здоров'я та соціальна допомога — 30,5 %, роздрібна торгівля — 19,3 %, будівництво — 12,8 %, виробництво — 9,0 %.